# 约翰·亚里士多德·菲利普斯
约翰·亚里士多德·菲利普斯（英語：John Aristotle Phillips，1955年8月23日—），希腊裔美国企业家，因在学生时代设计原子弹而知名。

## “原子弹小子”
菲利普斯幼年成长于康涅狄格州紐哈芬。1976年在普林斯顿大学就读3年级时，他利用公开发行的报刊上的知识自行设计了原子弹。次年2月，一名巴基斯坦官员联系到他，试图购买他的武器设计。这使菲利普斯的名字广为人知，让他被媒体冠以“原子弹小子”（The A-Bomb kid）的称号，甚至登上了电视综艺节目《To Tell The Truth》。
为了能够留在普林斯顿大学，菲利普斯在一次有关核扩散的研讨会上展示了一张有关设计类似长崎核轰炸所用武器（“胖子”号原子弹）的学期报告，设计的武器是否会爆炸仍受质疑。当时加州专于核武工程的科学家弗兰克·济尔顿认为，菲利普斯的武器设计是“可确信有效”的。但菲利普斯的指导教师、享有声望的物理学家弗里曼·戴森和举办研讨会的哈罗德·费弗森教授认为菲利普斯的设计并不实用。另外，联邦调查局听闻此事后没收了菲利普斯的学期报告和他宿舍里的核弹模型，但在1979年，菲利普斯和他人合著出版了他的故事。

## 政治生涯
菲利普斯利用名望加入了反核运动。1980年和1982年，他以民主党员身份参加了康涅狄格州第4区的众议员选举，两次都输给共和党的斯图尔特·麦金尼。

## 创办亚里士多德公司
参加选举让菲利普斯了解了康州的登记选民并对这一资源加以利用。1983年，他和兄弟迪恩创立了以选举咨询为主要业务的无党派机构——亚里士多德公司，菲利普斯自任首席执行官。
1998年菲利普斯强调了政治活动中找准目标受众（包括网民）的重要性。2009年他声称，美国8.9%的登记选民没有投票资格，因为他们要么已经移民，要么已经死亡。

## 个人生活
据2007年资料，菲利普斯和其妻子帕特丽夏、女儿凯瑟琳·格蕾丝在旧金山生活。

## 扩展阅读
- Phillips, John Aristotle; Michaelis, David. . New York: Morrow. 1978. ISBN 0688033512.